# Гудсир (гора)
Гудсир (англ. Mount Goodsir), или Башни Гудсир — высочайшая вершина хребта Оттертейл в Британской Колумбии. Она расположена в национальном парке «Йохо», недалеко от его границы с национальным парком «Кутеней». Гора имеет две главные вершины: Южную башню (более высокую вершину) и Северную башню высотой 3525 метров (11 565 футов).
Гора была названа Джеймсом Гектором в 1859 году в честь двух братьев, Джона Гудсира, профессора анатомии в Эдинбургском университете, и Гарри Гудсира, хирурга на корабле HMS Erebus.
Стандартным маршрутом на Южной башне является юго-западный гребень, прямой, но долгий подъем (класс III), который состоит в основном из нетехнической местности, но включает короткие участки узкого гребня с категорией сложности 5.4 (по YDS). Доступ к любому маршруту на любой из башен требует длительного похода.